# Afrokapsel

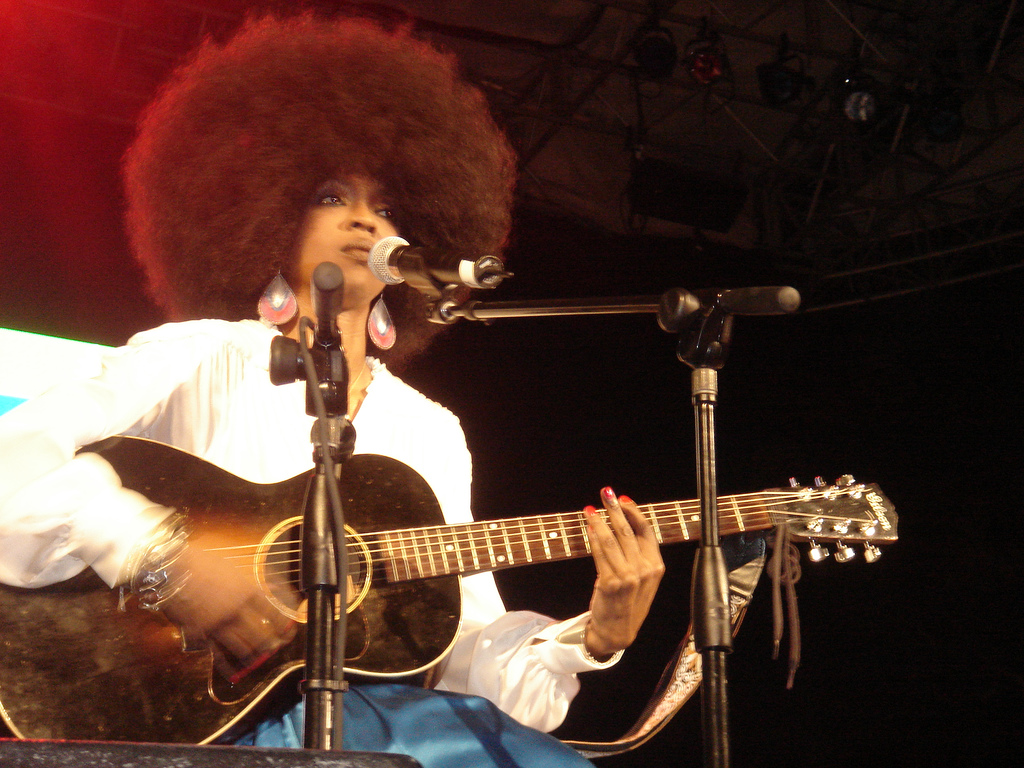
Lauryn Hill met een afrokapsel in 2005

Een afrokapsel (afgekort tot "afro" of "'fro") is een kapsel waarbij het hoofdhaar dicht gekruld op elkaar gestapeld staat, en naar alle kanten om het hoofd zit in de vorm van een grote bol. 
De term "afrokapsel" komt van de Afro-Amerikanen bij wie de stijl voor het eerst populair was. Het hoogtepunt van zijn populariteit bereikte het afrokapsel in de jaren 1970. 
Afrokapsels kunnen erg groot zijn, tot enkele malen de diameter van het hoofd. Om een afrokapsel te kunnen vormen moet het haar krullen. Met name het kroeshaar dat typisch is voor mensen van Afrikaanse afkomst is hier erg geschikt voor. Ook mensen die van nature geen kroeshaar hebben kunnen een afro hebben, maar hiervoor zijn wel speciale haarverzorgingsmiddelen nodig.

## Bekende mensen met afrokapsel
- Afroman
- Angela Davis
- Bobby Farrell
- Marouane Fellaini
- Michael Jackson
- Bob Ross
- Ben Wallace